# Hollywood Tonight
Hollywood Tonight er en sang af den amerikanske sanger og entertainer Michael Jackson; sangen er at finde på albummet "Michael" fra 2010. Sangen blev udgivet af Epic Records den 11. februar 2011, som den anden single fra "Michael". En ledsagende musikvideo blev udgivet den 10. marts 2011.
Sangen er skrevet af Michael Jackson selv omkring udgivelsen af albummet Invincible fra 2001. Michael trak sangen ud af arkiverne igen i 2007 og indspillede sangen med produceren Theron "Neff-U" Feemster. Jackson skrev første gang en skitse af teksten i 1999, da han begyndte at arbejde på musik med mangeårige ven og samarbejdspartner, Brad Buxer, som co-skrev sangen. Over de næste ti år, vendte Jackson tilbage til sangen adskillige gang. I oktober 2008, hvor Jackson boede i Los Angeles, spurgte han lydtekniker Michael Prince til at sætte den nyeste mix af sangen på cd, så han kunne lytte til det og se, hvad der kunne forbedres, men han fik aldrig færdiggjort sangen inden sin død i 2009. Teddy Riley co-produceret sangen sammen med Theron "Neff-U" Feemster efter Jacksons død. Riley skrev også en ny bro, udført af Taryll Jackson, der omfattede forskellige tekster end dem, efterladt af Jackson.
Hollywood Tonight blev udgivet som den anden single fra albummet, "Michael", i de fleste områder af verden. På grund af massiv airplay på BBC Radio 2 i England debuterede sangen som nummer 38 på den engelske Radio Airplay Chart i Uge 7, 2011 (fra februar 13 – februar 19, 2011), og toppede som nummer 35 i Uge 8 , 2011 (fra februar 20-februar 26, 2011).
I USA, debuterede sangen som nummer 89 på Billboard Hot R & B / Hip-Hop Songs chart.
Den debuterede som nummer 36 på Billboard Hot Dance Club Songs chart og toppede d. 11. juni som nummer 1; dermed blev det Jacksons første nummer 1 hit på kortet, siden 1995 hittet "Scream" og sit 8 overordnet som en solo artist.

## Musikvideo
Jacksons officielle hjemmeside annoncerede en musikvideo til Hollywood Tonight. Director for "Hollywood Tonight" er Wayne Isham. Isham dirigerede bl.a. Jackson i 1995 hittet "You Are Not Alone". Videoen blev anført af den algerisk-fødte franske danser Sofia Boutella, som i sit outfit, der var baseret på Jackson selv, dansede med mere end 60 dansere, inspireret af Jacksons danse rutiner. Videoen handler om en ung kvinde der ankommer til Hollywood, i forsøget på at blive en kendt danser. Videoen omfattede ligeledes Jackson billeder og videoklip fra Jacksons tidligere kortfilm.
Sangen og videoen fik ganske lidt airplay i dansk sammenhæng.